# Théorie des vétos
La théorie des vétos est une théorie de science politique. Les théoriciens du choix rationnel ont utilisé la théorie des jeux, pour classifier les règles d’un régime en fonction des équilibres qu’elles créent. La tentative la plus aboutie et influente est la théorie des vétos de George Tsebelis.
Le concept de veto player désigne un acteur politique doté de la capacité à refuser un choix qui a été fait.
Développé par George Tsebelis dans son ouvrage Veto Players: How Political Institutions Work en 2002, le veto player est un acteur qui a le pouvoir de mettre un terme à un changement de statu quo, autrement dit à stopper une procédure législative. Ce concept s’inscrit dans un mode de classification et d’analyse des régimes politiques occidentaux propre à Tsebelis, qui évite de se cantonner à la traditionnelle analyse des acteurs politiques et de leurs interactions, comme celle de Robert Dahl, qui tente de déterminer qui participe ou non au processus de décision dans son ensemble.
Ainsi, la théorie des vétos implique qu'un certain nombre d’acteurs individuels ou collectifs se mettent d’accord pour qu’il y ait un changement politique.

## Lesvetos players
Tsebelis définit les veto players comme « les individus ou les acteurs collectifs dont l’accord est nécessaire pour changer le statu quo ». Ce sont des personnes qui déterminent si une politique change ou non et si le statu quo est maintenu. De plus, il les classifie en plusieurs groupes.
Par exemple, les vetos players sont spécifiés par la Constitution comme le Président, les chambres parlementaires, le Sénat aux États-Unis, et le système politique comme les différents partis d’un gouvernement de coalition en Europe de l’Est par exemple. Tsebelis appelle ces deux types de vetos players institutionnels et partisans. Les vetos institutionnels ont un cadre juridique et légal prévu par la Constitution, et les vetos partisans car ils existent indépendamment du système politique en place dans le pays. Il y a une différence à faire entre les vetos players dont l’accord est nécessaire pour qu’un changement législatif opère et ceux qui formulent les politiques.

### Lesvetos playersinstitutionnels
Ils peuvent être individuels ou collectifs. Le Président américain est un veto player institutionnel individuel alors que le Sénat américain est un véto institutionnel collectif. Pour qu’une loi puisse être votée aux États-Unis, il faut nécessairement l’accord du Président des États-Unis et celui du Congrès. Cependant la différence n’est pas si claire car le Sénat agit comme un acteur individuel. Il est présenté comme unitaire mais n’exprime en réalité pas forcément des préférences unitaires mais plutôt celles issues d’un vote majoritaire.

### Lesvetos playerspartisans
Ce sont ceux qui sont définis par le système politique en place. Le nombre de vetos players partisans et leur proximité idéologique va donc dépendre du système politique d’un pays à un autre et vont à leur tour avoir un impact sur la capacité de résistance au changement d’un système et à sa stabilité politique.
L’important dans la théorie de Tsebelis n’est pas tellement de faire une différence entre les vetos players institutionnels et partisans mais plutôt de déterminer leur congruence et leur cohésion. En ce qui concerne la cohésion d’un veto player, il insiste sur le fait que ce n’est pas un synonyme de discipline partisane. Il mentionne que la discipline partisane n’est que la capacité d’un parti de persuader ses membres non d’accord avec la position défendue par le parti de voter quand même avec la direction du parti. En revanche, la cohésion représente la proximité des positions avant le vote ou même avant qu’une discussion ait eu lieu. Tsebelis montre que le degré de cohésion dépend du système électoral. Il s’agit ici de savoir si un veto player aura ou non un impact dans la procédure législative. Ce qui importe est de mesurer la capacité d’un acteur à bloquer un processus législatif, et non sa constitutionnalité, son rôle et sa position formelle.

### Lesveto playerscontrôleur de l'agenda
On appelle agenda setters, les veto players capables d’initier ou de bloquer des procédures législatives de manière contraignante. Ce sont les acteurs qui, en plus d’avoir un impact dans le processus législatif, bénéficient du contrôle de l’agenda. Ils sont à l’origine de la prise de décision et exercent un pouvoir bien plus important que n’importe quel autre veto player. Le gouvernement dans un régime parlementaire bénéficie de l’initiative législative et peut proposer des projets de lois. Il a donc une influence sur la mise en place de l’agenda. Les pouvoirs de contrôle de l’agenda sont inversement proportionnels à la stabilité politique d’un régime. Plus la stabilité politique est importante, (moins il y a de possibilités de remplacer le statu quo ou de mener à des changements politiques), moins le contrôle de l’agenda est important. En d’autres termes, moins il y a d’acteurs capables d’influencer l’agenda politique, plus le système politique est stable. Si l’on connaît les préférences du veto player, la position du statu quo et l’identité de celui qui contrôle l’agenda, on peut facilement prédire le résultat de la création d’une politique.

### Lesveto playersindividuels
Selon Tsebelis, c’est la Constitution d’un pays qui accorde le statut du veto player à un individu ou aux acteurs collectifs. C’est le cas des Etats-Unis avec le Président américain, qui est un veto player individuel et les chambres qui sont des veto players collectifs. Le Président est un acteur individuel qui n’est pas attaché à un groupe, il n’est donc pas tenu d’agir comme les membres de son cabinet.
Les acteurs individuels ont des préférences pour certains politiques et peuvent être indifférent à d’autres parce qu'ils ont des antécédents qui les définissent. Ces antécédents influencent la façon dont ils agissent et les politiques dans lesquelles ils ont un intérêt particulier. Ils vont alors penser à maximiser les bénéfices qu’ils peuvent tirer de ce domaine.
Arriver à une politique finale ou un changement de statu quo est très difficile avec des acteurs individuels car ils défendent leurs intérêts propres; mais aussi parce qu’ils n’ont pas de cohésion. Il est plus difficile de se rassembler autour d’une politique. Le caractère individuel d’un membre du Congrès au sein du groupe est un aspect des veto players collectif que le Président américain exploite car certains membres du Parlement sont des acteurs individuels à l’intérieur d’un système collectif.
De même, si un acteur individuel change de préférences, cela n’a pas forcément un impact significatif sur la politique et le statu quo. Il y a aussi des coûts de transactions que le veto player va devoir prendre en compte avant de prendre une décision. Pour un acteur individuel, le coût peut parfois être trop élevé pour un changement minime.
Tsebelis affirme que parce qu’il est plus difficile pour les acteurs individuels de se rassembler, il y a plus de stabilité politique (policy stability), car il faut l’unanimité pour que la décision soit prise. Donc, plus il y a d’acteurs individuels et de différences idéologiques, plus la politique sera stable.

### Lesveto playerscollectifs
L’émergence d’un acteur dans ce système peut ne pas changer le mécanisme en place (l’unanimité) si l’acteur est absorbé. C’est ce que Tsebelis appelle la règle de l’absorption, "absorption rule". Mais cela ne fonctionne que si l’acteur n’est pas très distinct des autres acteurs existants.
Les vetos players collectifs sont par exemple les comités, les partis politiques ou le Parlement. Il n’y a pas forcément de majorité ou d’homogénéité dans les groupes. Selon Tsebelis, lorsqu’on passe des acteurs individuels aux acteurs collectifs, la prise de décisions devient plus compliquée et les résultats plus incertains. On ne peut plus être sûr que le statu quo sera maintenu ou que la situation est amenée à changer.
Les acteurs individuels ont leurs préférences qui nous aide à prédire la position qu’ils vont adopter mais les acteurs collectifs sont plus ambigus. Leurs préférences sont moins claires car elles sont composées de plusieurs personnes et doivent agir ensemble comme un seul corps. La distance idéologique entre les acteurs qui sont dans un groupe est quasi inexistante et donc il y a plus de cohésion de groupe.
Alors que la prise de décision s’avérerait plus simple pour les acteurs individuels (unanimité), pour les acteurs collectifs, on utilise la majorité qualifiée ou majorité simple ce qui rend le résultat plus difficile à prédire. Tsebelis affirme que les veto players collectifs sont plus susceptibles d’atteindre des résultats plutôt que des veto players individuels car l’unanimité n’est pas nécessaire. En ce qui concerne la capacité d’un système politique à conserver une stabilité politique, plus un veto player collectif décide par majorité simple, plus la stabilité politique est élevée, et plus un veto player collectif décide par majorité qualifiée, plus il y a d'instabilité politique.

## Leurs effets sur le système politique
Les vetos players sont perçus comme des agents rationnels maximisant leurs préférences. Ces acteurs évoluent dans un environnement stratégique qui implique des interactions et des tentatives d’anticipation sur ce que les autres vont faire. L’outil de la théorie du choix rationnel est alors la théorie des jeux.
D’après celle-ci, les agents disposant du pouvoir d’initiative législative, c’est-à-dire ceux qui contrôlent l’agenda, ont un avantage par rapport à ceux qui ont le pouvoir de véto pour satisfaire leurs préférences. Les agents ayant le pouvoir de véto n’ont pas la liberté de choisir les propositions. Ils ne peuvent qu’accepter les offres qui leur sont faites, à condition qu’elles soient meilleures pour eux que le statu quo.
Si les préférences des deux types d’agents sont très différentes, alors l’ensemble des politiques que les acteurs peuvent préférer au statu quo devient très limité. Cela implique que plus ils sont distants, moins l’initiative aura l’avantage sur les acteurs disposant du droit de véto et moins les réformes seront possibles. Par contre, si les préférences des deux camps sont similaires, les acteurs ne peuvent plus être distingués et agissent comme un seul homme, disposant à la fois de l’initiative et du droit de véto. On observe alors la règle de l’absorption qui réduit le nombre de veto players si les préférences de l’un recoupent celles des autres.
Cette logique s’applique également lorsqu'il y a beaucoup de veto players. Ainsi, plus ils sont nombreux et distants les uns des autres, moins il y aura de changement possible et donc de pouvoir pour les acteurs à l’initiative. Cela implique que le statu quo deviendra plus difficilement modifiable et que les politiques demeureront plus stables.
On peut alors remarquer une tendance intéressante : dans les systèmes parlementaires, les projets de loi sont présentés par le gouvernement, qui les soumet à l'Assemblée pour approbation. Le pouvoir exécutif propose, le pouvoir législatif dispose. En revanche, dans les systèmes présidentiels, c'est l’assemblée législative qui propose les lois et le gouvernement qui peut y opposer son veto. L'Assemblée propose, le Président dispose. Ainsi, dans les régimes parlementaires, c’est le gouvernement qui a le plus de pouvoir, tandis que dans les régimes présidentiels, c’est le Parlement qui a l'avantage.
Bien que cette différenciation se démarque de la distinction classique entre parlementarisme et présidentialisme, elle explique les conséquences traditionnelles observées dans les deux types de régimes lorsque le veto player refuse de donner son accord sur les propositions du contrôleur de l'agenda. Dans un régime parlementaire, l’institution qui contrôle l’ordre du jour (le gouvernement) peut être dissoute par celle qui a le droit de veto (l'Assemblée) : en cas d’échec, si le gouvernement n’obtient pas la confiance de l'Assemblée, il tombe. Cela veut dire que plus les échecs seront nombreux, plus les gouvernements des systèmes parlementaires seront instables. Dans les régimes présidentiels, le contrôleur de l’agenda (le Parlement) ne peut être dissous par le veto player(le Président). Ainsi, dans une situation d'échec, le gouvernement et l'Assemblée sont maintenus en place et c'est alors le régime lui-même qui devient plus instable. Ceci va dans le sens de l’idée de Linz selon laquelle les démocraties présidentielles sont plus fragiles.

## Apports théoriques ayant inspiré la théorie des vétos
Pour élaborer sa théorie des vetos, Tsebelis fait référence aux idées d’autres auteurs de différentes périodes.

### Inspirations antiques
Il puise dans l’ouvrage Histoires Romaines (Livre VI, 37) de Tite-Live pour souligner l’importance de la confrontation entre les contrôleurs de l’agenda et les veto players. Tite-Live explique qu'il faudrait, pour un meilleur équilibre des pouvoirs, « qu’un des consuls soit obligatoirement choisi dans la plèbe ». Autrement dit, pour que le maximum d’intérêts soient satisfaits le statu quo législatif doit pouvoir être influencé à la fois par les contrôleurs de l’agenda et par les veto players.
Thucydide, dans Histoire de la guerre du Péloponnèse (Livre II, 65), raconte comment Périclès parvient à influencer les masses par des moyens démocratiques en jouant de son intégrité et de son charisme. Thucydide en vient à la conclusion que ce qui était une démocratie devient en réalité un gouvernement dirigé par un homme. Dans ce texte Thucydide met en lumière la capacité d’un chef à convaincre la population. C’est l’idée du Président qui fixe l’agenda. Tsebelis s’en inspire pour construire son idée de compétition dans la mise en œuvre de l’agenda et à quelles institutions les veto players doivent s’adresser pour satisfaire leurs intérêts.

### Inspirations des Lumières
L’importance des veto players dans le sens de contre-pouvoirs est évoqué par Montesquieu dans De l'esprit des lois qui explique que le pouvoir législatif doit être composé de deux corps distincts qui se contrôlent mutuellement. À cette idée s’ajoute celle de James Madison qui, dans Le Fédéraliste, explique que plus les deux chambres législatives sont différentes plus elles sont efficaces.

### Inspirations contemporaines
C’est dans le travail de Lawrence Lowell que Tsebelis trouve une relation entre la longévité du gouvernement et le nombre de veto players. Lowell explique que plus grande et discordante sera l’opposition, plus il sera difficile pour le gouvernement de la satisfaire et donc plus il sera faible et instable.
Tsebelis reprend l’idée de contrôleur de l’agenda (agenda setter en anglais) qui a été introduit pour la première fois par McKelvey en 1976 dans son article Intransitivities in Multidimensional Voting Models and Some Implications for Agenda Control. McKelvey souligne l’importance des contrôleurs de l’agenda dans le processus de changement du statu quo et démontre que ces derniers peuvent avoir des pouvoirs quasi-dictatoriaux.
Tsebelis introduit l’idée que les référendums font apparaître un autre type de veto player qu’il appelle l’électeur médian. Selon cette idée, le référendum rend le statu quo encore plus difficile à changer et les résultats des référendums reflètent la position de cet électeur médian. Le statu quo législatif n’est donc pas changé totalement. C’est Albert Venn Dicey (1890) qui décrivait ainsi les référendums comme « à la fois démocratiques et à la fois conservateurs ».